# 海洋之母

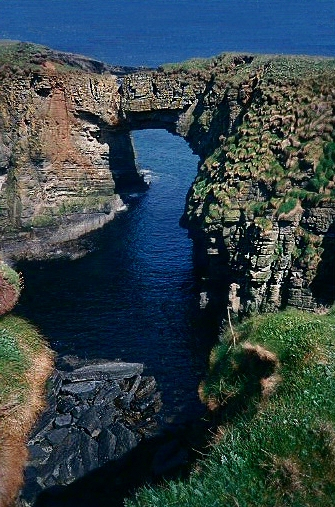
在夏季海洋之母統治期間，奧克尼群島的海洋會變得十分平靜

海洋之母（英語：或），是奧克尼民間傳說中的神話生物，夏季時生活在海中，並將惡魔般的海人马禁錮在海洋深處。每年春天，海洋之母都會與宿敵特蘭（奧克尼傳說中另一個能引起冬季大風暴的神靈）戰鬥，爭奪海洋和天氣的控制權。最終，海洋之母勝出戰鬥，把特蘭貶到海洋深處。海洋之母在夏季一方面要做大量善舉，另一方面又要維持對特蘭的控制，這讓衪疲憊不堪。直到秋天，特蘭會乘虛而入，從海洋之母手上奪走海洋控制權。
海洋之母和特蘭的故事是奧克尼群島最古老的傳說，也許是為了解釋變幻莫測的天氣和其他自然事件而出現。而在设德兰群島，居民更會尋求海洋之母的保護，以免受惡魔的侵害。

## 詞源
在《蘇格蘭古語詞典》中，海洋之母的名稱被定義為英語「母親」的蘇格蘭變體，這可能特別反映了奧克尼方言的口語用法。海洋之母的對手特蘭（Teran）源自奧克尼方言，意為「狂暴的憤怒」，亦可能是諾斯語「Tyrren」（意為憤怒）的衍生詞。

## 民間信仰

### 記載和共同特點
海洋之母是夏日的神靈，能夠平息蘇格蘭北部島嶼周圍洶湧的海水。设德兰群島的居民（尤其是漁民）會尋求海洋之母的保護，免受惡魔的侵害。冬日的神靈特蘭一直控制著海洋，直到海洋之母在三月中旬春分前後到來。人類無法看到這兩位神靈。海洋之母和特蘭互為宿敵，由於祂試圖奪回海洋的控制權，從而引發激烈爭鬥，經常持續數週。當海洋之母試圖從特蘭手上奪取控制權時，便會引起狂風大作和海面劇烈翻滾，特蘭的尖叫聲會被呼嘯的狂風帶走。兩位神靈的交鋒被稱為春季鬥爭（或）。最終，海洋之母戰勝特蘭，把後者貶到海洋深處；特蘭試圖逃跑，從而引起夏季的惡劣天氣。
在夏季，海洋之母會禁錮海人马這種惡魔般的怪物，並承擔仁慈的責任，例如賦予水生生物繁殖能力，為海洋帶來溫暖和平靜，以及為輕柔的夏風注入柔和歌聲。據民俗學家和奧克尼群島居民沃爾特·特雷爾·丹尼森所言，在夏季海洋之母統治期間，島民們報告的情況可能會「讓他人相信奧克尼群島已經變成了受到祝福的島嶼」。但是，海洋之母為了保持一切平靜而持續不斷地工作，另一方而又為了維持對特蘭的控制而承受大量壓力，這些因素都令衪逐漸感到疲憊。
秋天臨近，特蘭趁海洋之母精疲力竭而掙脫束縛，兩人之間的衝突再次開始。權力鬥爭導致天氣變化，天空變暗，狂風呼嘯。這一次，特蘭在被稱為「秋季混亂」（Gore vellye）的衝突中取勝。海洋之母失去了海洋和天氣的控制權，被迫離開。沒有任何傳說或文獻記載海洋之母在哪裡過冬，但在特蘭引起風暴期間，漁民都會互相安慰，稱海洋之母會在春天恢復活力和力量，再次從邪惡的特蘭手上奪回海洋控制權。

## 起源
現存奧克尼神話傳說受到斯堪地那維亞神話的顯著影響，並與凯尔特人民間傳說混合。民俗學家兼作家歐內斯特·馬威克將海洋之母和特蘭描述為「大自然的純粹化身」。奧克尼群島周邊的海洋波濤洶湧、瞬息萬變，由此產生的各種自然現象成為許多古老神話的基礎，但這兩個神靈的故事是島上最古老的傳說。當時人們必須能夠在沒有科學幫助的情況下解釋變幻莫測的天氣和其他自然生命週期，特雷爾·丹尼森假設這就是為什麼「一些半野蠻人的想像力」可能構成了這個神話的基礎。

## 備註與腳注
備註
1. ↑  特雷爾·丹尼森譯為「收穫破壞性的工作」（harvest destructive work）[6]，馬威克則譯為「秋季混亂」（Autumn Tumult）[7]。

腳注
1. ↑  Dictionary of the Scots Language. .   [2023-09-09]. （原始内容存档于2023-02-05） （英语）.
2. 1 2  . Orkneyjar.com.   [2023-09-09]. （原始内容存档于2023-01-18） （英语）.
3. 1 2 3 4 5 6  Traill Dennison 1890，第70頁.
4. 1 2 3 4 5  Marwick 2000，第19頁.
5. ↑  Marwick 2000，第23頁.
6. 1 2 3 4 5 6 7 8  Traill Dennison 1890，第71頁.
7. 1 2 3 4  Marwick 2000，第20頁.
8. ↑  Traill Dennison 1891，第131頁.
9. ↑  Marwick 2000，第71頁.
10. ↑  Muir 2014，第10頁.
11. ↑  . Orkneyjar.com.   [2023-09-09]. （原始内容存档于2023-03-06） （英语）.

## 文獻
- Marwick, Ernest W. . Birlinn. 2000 [1975]. ISBN 978-1-84158-048-7 （英语）.
- Muir, Tom. . History Press. 2014. ISBN 978-0-7509-5533-1 （英语）.
- Traill Dennison, Walter. . The Scottish Antiquary, or, Northern Notes and Queries (Edinburgh University Press). 1890, 5 (18). JSTOR 25516326 （英语）.
- Traill Dennison, Walter. . The Scottish Antiquary, or, Northern Notes and Queries (Edinburgh University Press). 1891, 5 (19). JSTOR 25516359 （英语）.